# Đêm chơi nhớ đời
Đêm chơi nhớ đời (tựa gốc tiếng Anh: Game Night, tạm dịch: Đêm trò chơi) là phim điện ảnh hành động xen lẫn hài kịch đen và kinh dị của hai đạo diễn John Francis Daley và Jonathan Goldstein cùng với biên kịch Mark Perez. Một vài diễn viên trong phim gồm có: Jason Bateman, Rachel McAdams, Kyle Chandler, Jesse Plemons và Jeffrey Wright.
Warner Bros. phát hành phim tại Hoa Kỳ vào ngày 23 tháng 2 năm 2018. Tại Việt Nam, phim công chiếu lần đầu vào ngày 2 tháng 3.

## Nội dung
Ở Georgia, Max và Annie Davis là một cặp vợ chồng hạnh phúc. Max thường cảm thấy tự ti vì anh không được thành đạt như người anh trai giàu có là Brooks. Một ngày nọ, Brooks đề nghị vợ chồng Max và những người bạn khác chơi một trò chơi đêm ở nhà anh ta. Max và Annie cố gắng hạn chế tiếp xúc với người hàng xóm là Gary Kingsbury, một viên cảnh sát bị trầm cảm sau khi ly dị cô vợ tên Debbie.
Một tuần sau, vợ chồng Max cùng với nhóm bạn gồm có Kevin, Michelle, Ryan và Sarah đến nhà Brooks. Brooks cho biết là họ sẽ chơi trò chơi nhập vai tương tác, phần thưởng dành cho người chiến thắng là chiếc xe Corvette Stingray của anh ta. Một diễn viên bước vào và độc thoại, sau đó có hai tên côn đồ xông vào bắt cóc Brooks. Những người khác đều tin rằng vụ bắt cóc là một phần của trò chơi nên họ ngồi yên xem Brooks bị bắt đi, họ bắt đầu giải mã trò chơi bằng cách sử dụng manh mối của người diễn viên để lại.
Max và Annie tìm thấy Brooks bị nhốt trong một quán bar và sử dụng một khẩu súng để khống chế bọn côn đồ. Vợ chồng Max nhận ra đang có rắc rối thật sự. Max, Annie và Brooks bỏ chạy, lúc này Brooks thừa nhận rằng anh ta thường mua bán những món đồ bất hợp pháp trên thị trường chợ đen, anh ta đã bán một quả trứng Fabergé cho một gã có biệt danh "The Bulgarian" nhưng sau đó bán lại cho một gã khác có biệt danh "Marlon Freeman". Bọn côn đồ đang đuổi theo phía sau, Brooks chấp nhận bị bắt lại để vợ chồng Max có cơ hội chạy thoát.
Cả nhóm nhận ra họ đều đang dính vào rắc rối, họ không thể báo cảnh sát vì Brooks cảnh báo rằng Bulgarian có gián điệp trong chính phủ. Cả nhóm cố gắng tìm hiểu danh tính của Bulgarian và Marlon Freeman. Họ giả vờ ghé thăm nhà Gary để Max bí mật sử dụng máy tính cảnh sát của anh ta, lấy được địa chỉ của Freeman. Sau đó cả nhóm xâm nhập vào dinh thự của Freeman, Ryan lấy được quả trứng Fabergé từ két sắt trong tường. Quả trứng đã bị vỡ trong lúc cả nhóm bỏ chạy, họ phát hiện trong quả trứng có một danh sách tên những nhân chứng, đây chính là thứ mà Bulgarian muốn có.
Cả nhóm gặp Brooks và hai tên côn đồ trên một cây cầu. Hai tên côn đồ định giết tất cả mọi người thì Gary đến cứu họ. Sau đó Gary tiết lộ rằng anh ta đã dựng lên màn kịch cho hai tên côn đồ bắt cóc Brooks nhằm chơi đùa với mọi người nhưng anh ta không biết chuyện quả trứng. Bulgarian xuất hiện và bắt giữ Brooks vì anh ta đã nuốt bản danh sách. Max và Annie lái chiếc Stingray ra sân bay ngăn chặn máy bay của Bulgarian cất cánh, cuối cùng họ hạ gục Bulgarian và cứu được Brooks.
Ba tháng sau, Brooks đã bán bản danh sách cho thị trường chợ đen với giá 3 triệu USD, đồng thời nhận được 20.000 USD từ mỗi người nhân chứng. Annie thông báo tin vui là cô đã có thai. Max và Annie cùng với những người bạn, trong đó có Gary, chơi một trò chơi đêm. Ở bên ngoài có hai gã côn đồ cầm súng chuẩn bị xông vào nhà. Trong cảnh hậu danh đề, Debbie làm quen với một gã đàn ông giống Denzel Washington ở trạm xăng.

## Diễn viên
- Rachel McAdams trong vai Annie
- Jason Bateman trong vai Max, chồng của Annie
- Kyle Chandler trong vai Brooks
- Billy Magnussen trong vai Ryan, bạn của Max và Annie
- Lamorne Morris
- Kylie Bunbury
- Sharon Horgan trong vai Sarah
- Jeffrey Wright trong vai đặc vụ FBI
- Jesse Plemons
- Danny Huston
- Michael C. Hall
- Chelsea Peretti

## Phát hành
Game Night được hãng Warner Bros. lên kế hoạch ra mắt vào ngày 14 tháng 2 năm 2018. Tuy nhiên, ngày công chiếu sau đó đã bị đẩy lùi đến 2 tháng 3; cuối cùng, thời điểm công chiếu được chọn là ngày 23 tháng 2 năm 2018.